# Hägerflycht
Hägerflycht är en utslocknad svensk adelsätt.
Ätten Hägerflycht härstammade från en adlig släkt i Schwaben i Tyskland, varifrån den äldste med visshet kände stamfadern Hans Weinheim för religionsförföljelses skull flydde till Sverige. Hans sonson, Nils Arvidsson Weinheim (1635–1702) adlades 1675 och erhöll namnet Hägerflycht. Från hans söner, överstelöjtnanten vid Östgöta kavalleriregemente Johan Axel Hägerflycht (1666–1740) och ryttmästaren vid svenska adelsfanan Gustaf Hägerflycht (1669–1708), härstammade ättens två huvudgrenar. Sonsöner till Johan Axel Hägerflycht var bröderna Johan Axel Hägerflycht, far till Carl Arvid Hägerflycht, som hade sonen Carl Henric Hägerflycht,
med vilken ätten 1881 utdog på svärdssidan, och Johan Gustaf Hägerflycht, som var far till Nils Henrik Hägerflycht.